# Björn Engels
Björn Lionel G. Engels, född 15 september 1994, är en belgisk fotbollsspelare som spelar för Royal Antwerp i Jupiler Pro League.

## Klubbkarriär
Engels värvades till Aston Villa den 16 juli 2019. Han fick göra sin debut för klubben den 10 augusti samma år.
I juni 2021 värvades Engels av belgiska Royal Antwerp.